# 伊藤製パン
伊藤製パン株式会社（いとうせいパン）は、埼玉県さいたま市岩槻区末田に本社を置く製パン会社。1920年（大正9年）創業と製パン企業としては歴史の長い老舗である。

## 概要
一般には商標の「伊藤パン」「イトーパン」で知られる。製パン大手メーカーが加盟する社団法人日本パン工業会のメンバーであるが、売上高では下位グループに属する。主力商圏は関東。
創業者佐藤一二の一族の経営であったが、1990年代後半に経営不振に陥り、1997年10月に三井物産、日本製粉、日本マタイからの出資比率57%（出資当時）の増資を受け、三井物産出身者が社長に就任した。
インストアベーカリーとして「ボンデセール」（西友店内）、「マルセリーノ」（ベルク店内）、「むぎのいえ」（イトーヨーカドー店内）、「ブローニュの森」（エコス店内）を展開している（2021年7月現在52店舗）。フランチャイズ事業としてサンドイッチ店「サンドーレ」がある（サンドーレ佐賀は無関係）

## 沿革
- 1920年 現在の東京都墨田区亀沢において佐藤一二が創業。
- 1936年 合資会社伊藤製パン所を設立。
- 1960年 伊藤製パン株式会社を設立。食パン・菓子パン・和洋菓子の生産を開始。
- 1964年 岩槻工場稼動。第18回オリンピック東京大会選手村に当社がパン・洋菓子の納品メーカーに指定される。

- 1966年 秩父宮妃、岩槻工場を視察。
- 1967年 ユニバーシアード東京大会選手村に当社がパン・洋菓子の納品メーカーに指定される（その後はなし）。
- 1981年 砂町工場にMMライン新設。
- 1982年 岩槻工場和菓子部門に蒸し物オートメーションライン新設。
- 1987年 岩槻工場食パン部門にランハムオーブン新設。
- 1997年 本社事務所を岩槻工場内に移転。岩槻工場に調理米飯ライン新設。
- 1998年 物流部門を子会社の（株）アイティオーに移管。
- 2000年 岩槻工場菓子パン課にロールライン新機械設置。
- 2001年 岩槻工場和菓子部門に蒸し物ライン増設。岩槻工場、砂町工場仕分にデジタルピッキングを導入。
- 2004年 岩槻工場菓子パン課にペストリーラインを増設。砂町工場、平塚工場に調理パンラインを新設。
- 2007年 岩槻工場に冷蔵中種の設備を増設
- 2009年 厚木営業所開設
- 2010年 砂町工場バターロールライン入替
- 2013年 直営部セントラルキッチンを設置し、冷凍生地製造開始
- 2017年 岩槻工場調理パン課に焼きそば調理設備新設

## 事業所
- 岩槻工場（埼玉県さいたま市岩槻区末田2398-1）
- 砂町工場（東京都江東区東砂3-21-24）
- 厚木営業所（神奈川県厚木市岡田2-17-7）
- 直営部（東京都墨田区亀沢1-11-4）

## 関連会社
- 株式会社アイティオー（物流部門）